# Нгуен Хюи Хоанг
Нгуен Хюи Хоанг (вьет. Nguyễn Huy Hoàng; 4 января 1981, Нгеан) — вьетнамский футболист, защитник. Выступал в национальной сборной Вьетнама.

## Карьера

### Клубная
Воспитанник клуба «Сонглам Нгеан». Выступает за него с 1998 года, является капитаном команды.

### В сборной
В национальной сборной Вьетнама с 2002 года. В 2004 году забил свой единственный гол за сборную в матче с командой Камбоджи (9:1). В 2007 году провёл 4 матча на Кубке Азии. В конце того же года объявил о завершении карьеры в сборной, но осенью 2010 года вернулся в состав национальной команды.

## Достижения
- Чемпион Вьетнама: 2000/01, 2011
- Вице-чемпион Вьетнама: 2001/02
- Обладатель Кубка Вьетнама: 2010
- Обладатель Суперкубка Вьетнама: 2001